# Laurel und Hardy: Gelächter in der Nacht
Gelächter in der Nacht (auch: Verschwindet! oder Auf der Flucht) ist eine US-amerikanische Kurzfilm-Komödie mit dem Komikerduo Laurel und Hardy in den Hauptrollen. Der Film entstand 1932 unter Regie von Raymond McCarey.

## Handlung
Stan und Ollie haben kein Haus und müssen deshalb im Park schlafen. Sie werden von der Polizei aufgegriffen und wegen Landstreicherei vom strengen Richter Mr. Beaumont verurteilt, die Stadt innerhalb einer Stunde zu verlassen. Zufällig begegnen die beiden auf der Straße einem reich aussehenden, betrunkenen Mann, dessen Autoschlüssel in die Kanalisation gefallen ist. Unter viel Aufwand helfen Stan und Ollie dem Betrunkenen, seinen Autoschlüssel wiederzuerlangen. Als der Betrunkene erfährt, dass die beiden keine Unterkunft für die Nacht haben, verspricht er ihnen, sie bei sich für die Nacht aufzunehmen. Bei dem großzügigen Haus des Mannes angekommen, gestaltet sich das Öffnen der Tür kompliziert, weil sie nun den Türschlüssel verloren haben. Endlich im Inneren des Hauses angekommen, schickt der Betrunkene Stan und Ollie in eines der Zimmer. Der Hausbutler entdeckt den Betrunkenen und klärt ihn empört auf, dass er sich wohl in der Adresse geirrt habe und schleunigst verschwinden solle. Während der Betrunkene das Haus verlässt, machen sich Stan und Ollie – ohne von der Entwicklung zu wissen – gemütlich ihr Bett zurecht.
Die Dame des Hauses entdeckt Stan und Ollie und bricht vor Schreck zusammen. Mit einem im Flur stehenden Getränk versuchen die beiden, die Dame wieder aus ihrer Ohnmacht zu erwecken. Tatsächlich erwacht diese wieder, zeigt sich aber nun deutlich angetrunken, da es sich bei dem Getränk um ein alkoholisches Mitbringsel des Betrunkenen handelt. Sie bittet die beiden in ihr Schlafzimmer, wo es zu heiterer Stimmung und einer Lachorgie zwischen den Beteiligten kommt. Stan und Ollie halten die Dame für die Ehefrau des Betrunkenen und stellen sich als Freunde ihres Mannes vor. Tatsächlich kennen die beiden auch den Ehemann der Frau: Es ist Richter Beaumont, der sie verurteilt hatte und ein vehementer Antialkoholiker ist. Als er Stan und Ollie, die längst die Stadt hätten verlassen müssen, im Schlafzimmer seiner Frau auf dem Bett mit Alkohol antrifft, verfällt er in einen stummen Wutanfall und stürmt auf die beiden zu. Stan knipst – auch für den Zuschauer – das Licht aus, dann hört man nur noch ein heftiges Poltern.

## Hintergrund
Der im Juni und Juli 1932 gedrehte Film erschien am 10. September 1932 in den amerikanischen Kinos. Der Originaltitel "Scram!" (deutsch: „Verschwinde!“) wird von Richard Cramer in der Gerichtsverhandlung gebrüllt.